# 大和青藍高等学校
大和青藍高等学校（やまとせいらんこうとうがっこう）は、福岡県直方市日吉町に所在する私立高等学校。

## 設置学科
本科
- 普通科（定員35名）
  - 特進コース
  - キャリアコース
- 調理科（定員160名：家庭に関する学科）
  - 調理コース（様々な料理について学べる）
  - アジア文化コース（令和6年度より新設）
- 医療福祉科（定員40名：福祉に関する学科）
- 看護科（定員女子のみ40名：看護に関する学科）

専攻科
- 看護専攻科

## 沿革
- 1907年（明治40年） - 大和裁縫女学校として開校
- 1943年（昭和18年） - 大和女学校に改称。
- 1948年（昭和23年） - 大和高等専攻学校と改称し専攻科を設置。
- 1959年（昭和34年） - 高等学校に変更し、大和高等学校に改称。
- 1962年（昭和37年）3月1日 - 直方女子高等学校に改称。普通科を設置。
- 1970年（昭和45年） - 商業科・食物科を設置。
- 1972年（昭和47年） - 食物科を調理科に改称。
- 1988年（昭和63年） - 家庭科を募集停止とする。
- 1995年（平成7年） - 普通科に進学コースおよび普通コースを設置。
- 1997年（平成9年） - 介護福祉科を設置し、商業科を募集停止とする。
- 1998年（平成10年） - 進学コースを特別進学コースに改称。
- 2000年（平成12年） - 普通コースを情報処理コースに改称。
- 2002年（平成14年）4月1日 - 女子校から男女共学に改め、大和青藍高等学校に改称。
- 2003年（平成15年） - 「生徒保護」を名目として、旧直方東高等学校に係る競売に参加し、落札。土地・建物に加え、廃校時に残っていた生徒も引き継いだ。該当の敷地は「大和青藍高等学校 日の出グラウンド・体育館」として体育や部活動で使用している。
- 2009年（平成21年） - 看護科・看護専攻科を設置し、特別進学コースを募集停止とする。
- 2012年（平成25年） - 調理部が発足し、地元商店街にて週末レストラン「たくみのたまご」運営。
- 2013年（平成25年） - 普通科に進学コースとキャリアコースを設置。
- 2015年（平成27年） - 生徒原案による公式キャラクター「やまとりくん」誕生。以降の行事に着ぐるみが出動するようになった。
- 2016年（平成28年） - 普通科でipad導入。全教室の黒板をホワイトボードに変更し、電子黒板付きプロジェクターも設置。
- 2017年（平成29年） - 進学コースを特別進学コースに改称。
- 2018年（平成30年） - 韓国のソウル観光高等学校と姉妹校締結。以降、年に1回短期の交換留学を実施している。
- 2019年（令和元年） - 旧体育館を取り壊し、1階に3つの調理室、2～3階に体育館を有する新棟が完成。
- 2021年（令和3年） - 介護科でipad導入。コロナ禍のため、調理部員が運営していた週末レストラン「たくみのたまご」を閉店。
- 2022年（令和4年） - 全学科でipad導入。調理部に2台のキッチンカーを導入し、各地のイベントに出店するようになる。防寒着を自由化したところ、多くの生徒が黒のダウンジャケットを選択している。
- 2023年（令和5年） - 通学カバンを自由化。黒のリュックタイプが主流である。台湾の新北市私立荘敬高級工業家事職業学校と姉妹校締結。同じく台湾の崇右影藝科技大学とも提携校締結。PayPayドームでの青藍フェス（体育祭兼文化祭）に崇右影藝科技大学のダンスチームがゲスト出演した。各教室の電子黒板付きプロジェクターをアスペクト比16：6で広域投影可能な「ワイード」に変更。また、各プロジェクターにApple TVを設置し、職員、生徒それぞれの端末から無線で接続できるようになった。
- 2024年（令和6年）- チーム担任制を導入。5名の職員で3クラスを担当し、ホームルームを1週間毎にローテーションしている。職員にオフィスカジュアルを導入。ネクタイや襟付きシャツが必須ではなくなる。中国の杭州绿城育華学校高校とも姉妹校締結。

## 交通アクセス
- 筑豊本線: 直方駅
- 筑豊電気鉄道線: 筑豊直方駅
- 西鉄バス筑豊: 須崎町バス停

## 大和幼稚園
かつては幼稚園も同じ法人で運営していたが、2000年代に入り新たに「学校法人大和学院」を設立して経営を分離した。その後、幼稚園に係る土地についても幼稚園法人に譲渡している。